# Tschyschiwka (Swjahel)
Tschyschiwka (ukrainisch Чижівка; russisch Чижовка Tschischowka, polnisch Czyżówka) ist ein Dorf im Westen der ukrainischen Oblast Schytomyr mit etwa 1500 Einwohnern (2001).
Das 1863 erstmals schriftlich erwähnte Dorf liegt auf einer Höhe von 190 m am Ufer des Slutsch, 10 km nördlich vom Rajonzentrum Swjahel und 92 km nordwestlich vom Oblastzentrum Schytomyr. Im Dorf trifft die Territorialstraße T–06–16 auf die Regionalstraße P–49.

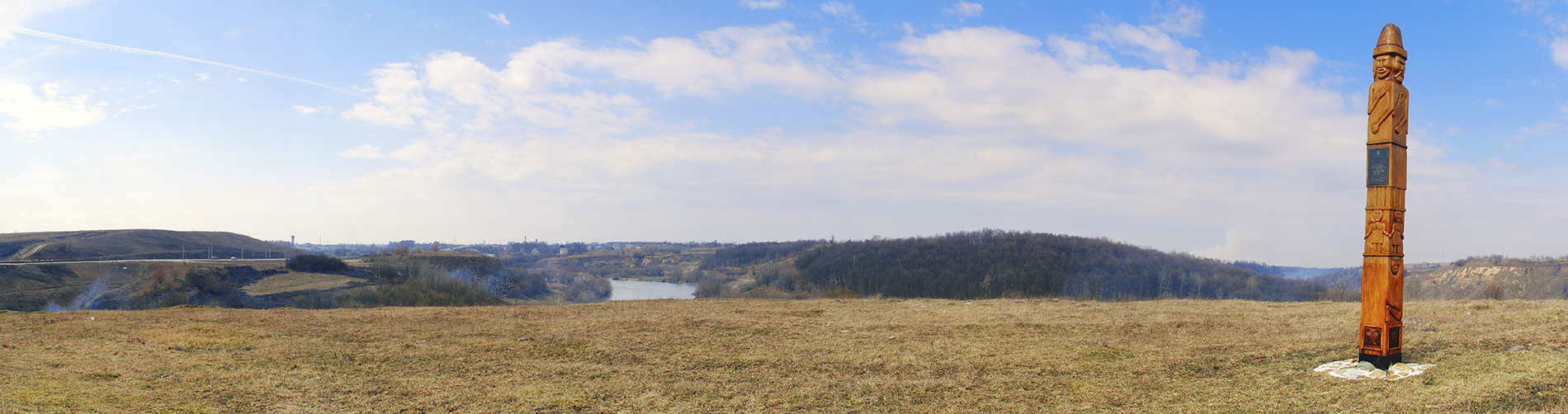
Archäologiedenkmal von nationaler Bedeutung auf dem rechten Ufer des Slutsch

Südöstlich von Tschyschiwka liegt mit einer Fundstätte aus der Zeit der Kiewer Rus (9. – 13. Jahrhundert) eine Archäologiedenkmal von nationaler Bedeutung.

## Verwaltungsgliederung
Am 3. August 2016 wurde das Dorf zum Zentrum der neugegründeten Landgemeinde Tschyschiwka (ukrainisch Чижівська сільська громада/Tschyschiwska silska hromada), zu dieser zählten noch die 15 in der untenstehenden Tabelle aufgelisteten Dörfer, bis dahin bildete es zusammen mit den Dörfern Werbiwka und Wyschkiwka die gleichnamige Landratsgemeinde Tschyschiwka (Чижівська сільська рада/Tschyschiwska silska rada) im Norden des Rajons Swjahel.
Am 12. Juni 2020 kamen die 11 Dörfer Jabluniwka, Kateryniwka, Maryniwka, Marjaniwka, Mojssijiwka, Radytschi, Rychalske, Stara Huta, Serbo-Slobidka, Warwariwka und Weressiwka zum Gemeindegebiet.
Folgende Orte sind neben dem Hauptort Tschyschiwka Teil der Gemeinde:
| Name                     | Name           | Name                                |
| ukrainisch transkribiert | ukrainisch     | russisch                            |
| ------------------------ | -------------- | ----------------------------------- |
| Berehowe                 | Берегове       | Береговое (Beregowoje)              |
| Chodurky                 | Ходурки        | Ходурки (Chodurki)                  |
| Dibriwske                | Дібрівське     | Дибровское (Dibrowskoje)            |
| Jabluniwka               | Яблунівка      | Яблоновка (Jablonowka)              |
| Karpyliwka               | Карпилівка     | Карпиловка (Karpilowka)             |
| Kateryniwka              | Катеринівка    | Катериновка (Katerinowka)           |
| Krassyliwka              | Красилівка     | Красиловка (Krassilowka)            |
| Krassyliwske             | Красилівське   | Красиловское (Krassilowskoje)       |
| Kurtschyzka Huta         | Курчицька Гута | Курчицкая Гута (Kurtschizkaja Guta) |
| Kurtschyzja              | Курчиця        | Курчица (Kurtschiza)                |
| Mala Zwilja              | Мала Цвіля     | Малая Цвиля (Malaja Zwilja)         |
| Marjaniwka               | Мар’янівка     | Марьяновка (Marjanowka)             |
| Maryniwka                | Маринівка      | Мариновка (Marinowka)               |
| Mojssijiwka              | Мойсіївка      | Моисеевка (Moissejewka)             |
| Morosiwka                | Морозівка      | Морозовка (Morosowka)               |
| Mychijiwka               | Михіївка       | Михеевка (Michejewka)               |
| Radytschi                | Радичі         | Радичи (Raditschi)                  |
| Rychalske                | Рихальське     | Рыхальское (Rychalskoje)            |
| Serbo-Slobidka           | Сербо-Слобідка | Сербо-Слободка (Serbo-Slobodka)     |
| Stara Huta               | Стара Гута     | Старая Гута (Staraja Guta)          |
| Taraschtschanka          | Таращанка      | Таращанка (Taraschtschanka)         |
| Warwariwka               | Варварівка     | Варваровка (Warwarowka)             |
| Werbiwka                 | Вербівка       | Вербовка (Werbowka)                 |
| Weressiwka               | Вересівка      | Вересовка (Weressowka)              |
| Wiriwka                  | Вірівка        | Веровка (Werowka)                   |
| Wyschkiwka               | Вишківка       | Вышковка (Wyschkowka)               |